# Barbara Alge
Barbara Alge (* 1981 in Österreich) ist eine österreichische Musikwissenschaftlerin und Hochschullehrerin an der Johann Wolfgang Goethe-Universität Frankfurt am Main.

## Leben und Wirken
Alge studierte ab 1995 Violoncello am Landeskonservatorium Vorarlberg bei Penelope Gunter-Thalhammer. Nach ihrem Schulabschluss 1999 wechselte sie an das Konservatorium der Stadt Wien in den Unterricht von Lilia Schulz-Bayrova und nahm zum Wintersemester 1999/2000 ein Studium der Musikwissenschaft mit Nebenfach Französisch an der Universität Wien auf. Dieses Studium schloss sie im Mai 2004 mit der Sponsion zur Magistra der Philosophie ab. Ein Erasmus-Studienjahr führte sie nach Paris, St.-Denis. Ab Oktober 2004 besuchte sie Doktorandenseminare an der Universidade Nova de Lisboa und setzte ab November 2005 privat in Portugal bei Paulo Gaia Lima das Violoncello-Studium fort. Nach ihrer Rückkehr nach Österreich wurde Alge im Februar 2008 von der Universität Wien mit der Schrift O mouro’ in der Vorstellung ruraler Gemeinschaften Nordportugals – Eine Studie von Tanzdramen in religiösen Kontexten (Erstbetreuung Gerhard Kubik) zur Dr. phil. promoviert. Ab 2009 war sie als Juniorprofessorin für Ethnomusikologie an der Hochschule für Musik und Theater Rostock tätig. Von August bis Dezember 2013 war sie als Gastprofessorin an der Universidade Federal de Minas Gerais tätig und im Sommersemester 2016 hatte sie eine Gastprofessur an der Universität Wien inne. In Rostock schloss sie 2016 ihre Habilitation ab und erhielt die Venia legendi für Ethnomusikologie/Musikwissenschaft.
Ab 2017 vertrat sie die Professur für Musikethnologie an der Universität Frankfurt am Main. Während ihrer Professurvertretung erwarb sie 2018 einen Master of Library and Information Science an der Humboldt-Universität zu Berlin. Seit 2019 hat Alge die Professur für Musikethnologie an der Universität Frankfurt am Main inne.

## Forschungsschwerpunkte
Alges Forschungsschwerpunkte liegen vor allem im Bereich der Musikethnographie, der Weltmusik und insbesondere in Musik und Tanz in der lusophonen Welt. Im portugiesischsprachigen Raum erforscht sie die Musik in ihrer postkolonialen Entwicklung in musikethnologischer Hinsicht. Feldforschungen führten sie unter anderem nach Nordportugal, auf die Azoren, nach São Tomé und Príncipe und in den brasilianischen Bundesstaat Minas Gerais.